# Yazd
Ne doit pas être confondu avec Yazdi.
Yazd est une ville d'Iran, capitale de la province de Yazd. Située sur le plateau central iranien, entre le désert du Dacht-e Kavir au nord et celui du Dacht-e Lout au sud, la ville est entourée de lacs salés, et dominée par le mont Shir Kuh au sud-ouest, haut de 4 055 m.

## Histoire
Selon l'UNESCO, il s'agirait de l'une des plus anciennes villes du monde, après Ur, en Mésopotamie. Yazd était connue 3000 ans av. J.-C. sous le nom de « Yasatis » ou « Issatis ». Elle a par la suite été englobée dans le territoire des Mèdes, peuple indo-iranien. La Médie s'étendait géographiquement de la chaîne de l'Elbourz aux monts Zagros, dans la partie nord-ouest de l'Iran actuel. Yazd est connue comme une ville sassanide, la ville des zoroastriens et des caravansérails.
Pendant une brève période, Yazd fut la capitale des dynasties d'Atabakan et des Mozaffarides (au début du XIVe siècle). Pendant la dynastie des Qadjars (au début du XVIIIe siècle) la province de Yazd était gouvernée par les khans Bakhtiaris.
Réputée pour sa soie, cette ancienne ville caravanière a fondé jusqu'au XVIIe siècle sa prospérité sur le commerce.
Les tours du silence, le temple d'Ateshkadeh et la forteresse des Lions y sont l'occasion de découvrir la religion zoroastrienne, prédominante sur le plateau iranien avant la conquête arabo-musulmane. Une petite communauté zoroastrienne est toujours présente à Yazd. Le temple du feu des Zoroastriens à Yazd (Ateshkadé) contenait un feu traditionnel qui a été maintenu allumé par des prêtres zoroastriens sans interruption pendant plus de mille cent années. Le fort de Naren est la plus ancienne structure de brique de boue de la période pré-islamique d'Iran. De même, la mosquée de Jâme' est un exemple de l'architecture islamique datant de plus de mille ans. Enfin, la ville qui était placée le long de la Route de la soie est devenue la ville d'accueil des caravanes et de beaucoup de voyageurs et de négociants. Marco Polo dans ses Récits de voyages parle de « la noble ville de Yazd », qu'il a visitée en 1292.
À l'époque de Pahlavi Ier, un grand groupe de Kurdes de la tribu Gulbaghi se sont déplacés du nord de la province du Kurdistan vers la ville de Yazd et les villes d'Ispahan, Kashan et Nayin, et aujourd'hui, les Kurdes sont des éléments plus assimilés dans la population de ces villes,.

## Climat
Yazd est la grande ville d'Iran qui bénéficie du climat le plus aride avec une pluviométrie de seulement 60 mm par an. La ville n'a pu se développer en effet que grâce à la présence d'une oasis à son emplacement. Alors qu'en été, les températures peuvent être torrides avec des maximales frôlant les 40 °C, en hiver les températures peuvent descendre en dessous de 0 °C au petit matin à cause de la sécheresse de l'air et de l'absence de nébulosité.
| Mois                              | jan. | fév. | mars | avril | mai  | juin | jui. | août | sep. | oct. | nov. | déc. | année |
| --------------------------------- | ---- | ---- | ---- | ----- | ---- | ---- | ---- | ---- | ---- | ---- | ---- | ---- | ----- |
| Température minimale moyenne (°C) | −1,2 | 1,3  | 6,4  | 12    | 17,2 | 21,9 | 23,7 | 21,3 | 16,8 | 10,8 | 4,2  | −0,1 | 11,2  |
| Température moyenne (°C)          | 5,1  | 8    | 13,5 | 19,5  | 25,4 | 30,8 | 32,4 | 30,4 | 26,1 | 19,5 | 12,1 | 6,8  | 16,3  |
| Température maximale moyenne (°C) | 12,2 | 15,1 | 20,3 | 26,1  | 32,2 | 37,7 | 39,3 | 37,7 | 34,1 | 27,5 | 20,2 | 14,4 | 26,4  |
| Précipitations (mm)               | 10,3 | 11,2 | 12,9 | 9,1   | 4    | 0,1  | 0,1  | 0    | 0,1  | 1,4  | 2,7  | 8,1  | 60    |

## Architecture

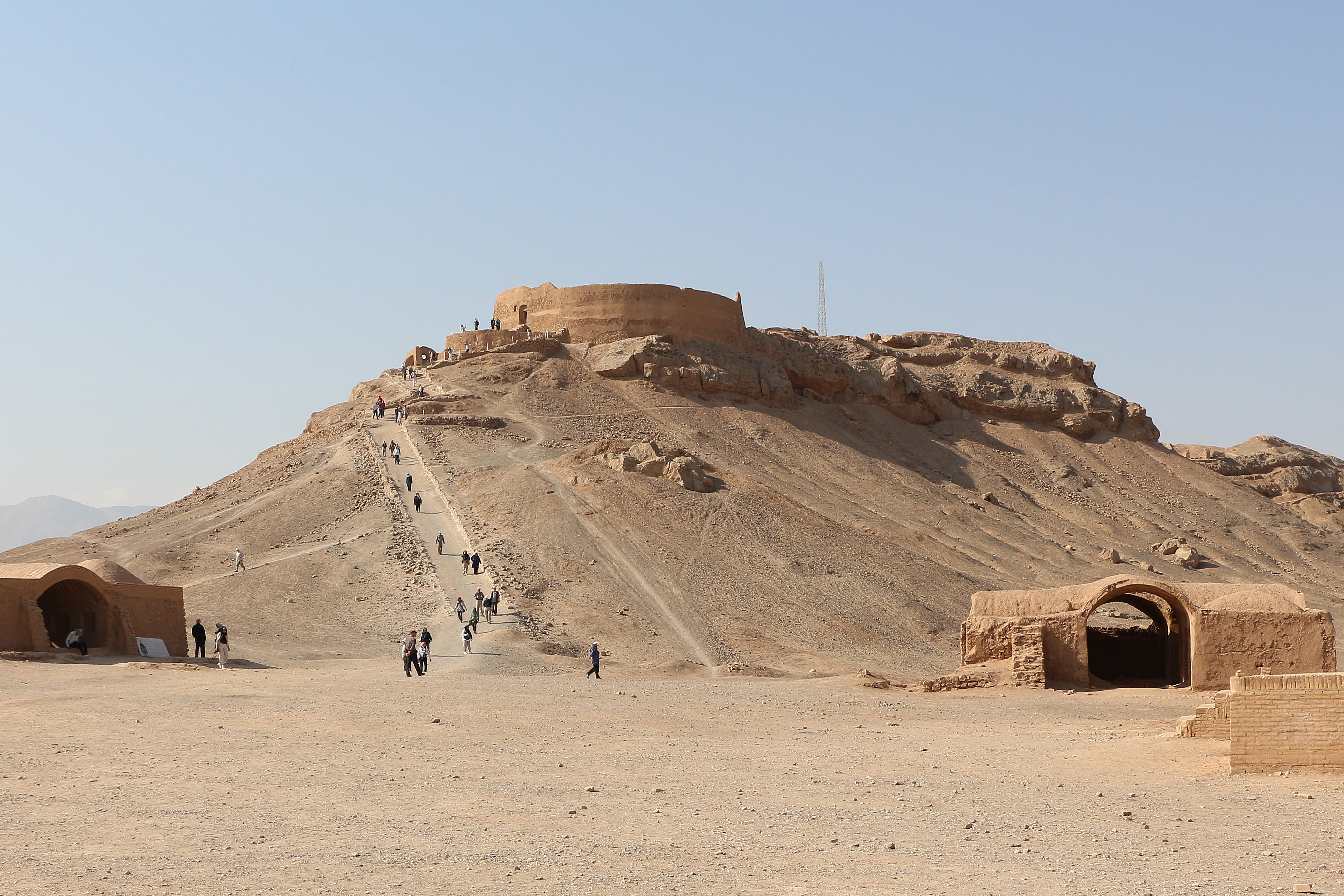
Une des deux tours du silence zoroastrienne à la périphérie de la ville

Yazd a depuis toujours développé une architecture adaptée à son milieu extrême. L'architecture simple et traditionnelle de la ville — bâtie en partie en argile — contraste avec les constructions modernes. Les maisons sont traditionnellement en pisé, à toits plats dominés par les célèbres badguirs (tours du vent) en briques dont celle de Dowlat-âbâd, bel exemple d'architecture iranienne du désert servant à la ventilation. Ce système original permettait en été de faire circuler l'air pour refroidir l'intérieur des maisons.
De même, les maisons, généralement peu élevées (deux étages maximum), se sont étendues dans le sous-sol (de un à quatre étages en sous-sol) pour lutter contre les extrêmes climatiques. La ville s'approvisionne en eau par des canaux souterrains détournant les sources des déserts montagneux. Ces qanats, creusés et entretenus par l'homme, courent sur des distances  allant parfois jusqu'à plusieurs kilomètres, pour approvisionner des citernes souterraines collectives ou particulières, pour les maisons des familles les plus riches. Le Musée de l'eau de Yazd expose des techniques et des objets en rapport avec l'adduction de l'eau utilisés dans les régions  arides en Iran au cours des quatre derniers millénaires, notamment le système des qanat.
L'hiver rigoureux permet d'approvisionner de grandes glacières (yakhtchal) en pisé de plus de 30 mètres de haut, qui conservent la glace durant toute l'année malgré la chaleur de la saison chaude.
L'architecture de cette ville, en raison de son adaptation millénaire aux fortes contraintes climatiques, a permis la prospérité de la ville malgré un environnement défavorable. Elle constitue un cas d'école pour toutes les universités d'architecture.

## Économie
Yazd possède un aéroport (code AITA : AZD).

## Galerie

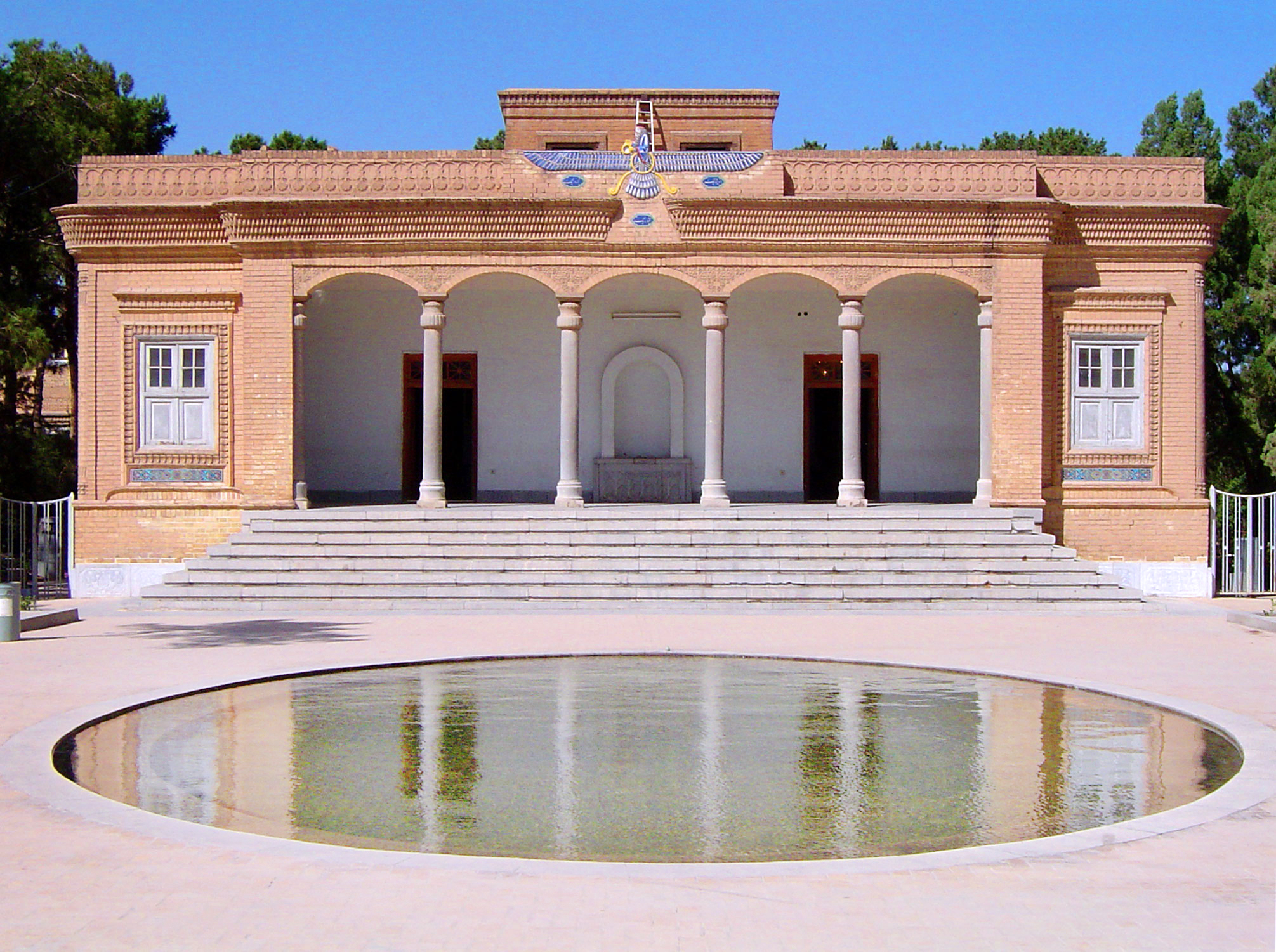
Ateshkadeh, temple du feu de Yazd
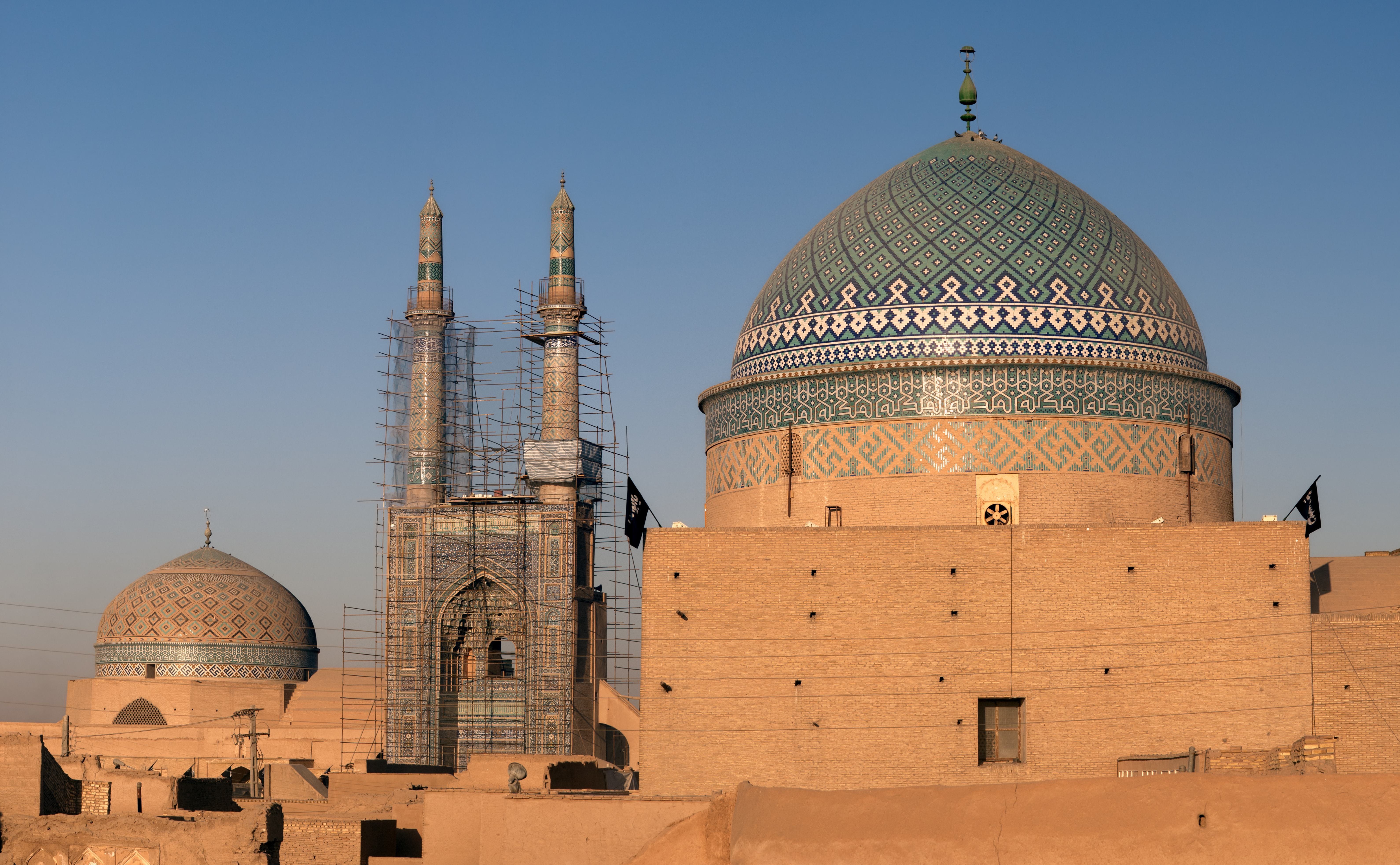
La grande mosquée de Yazd et le mausolée de Roknedin
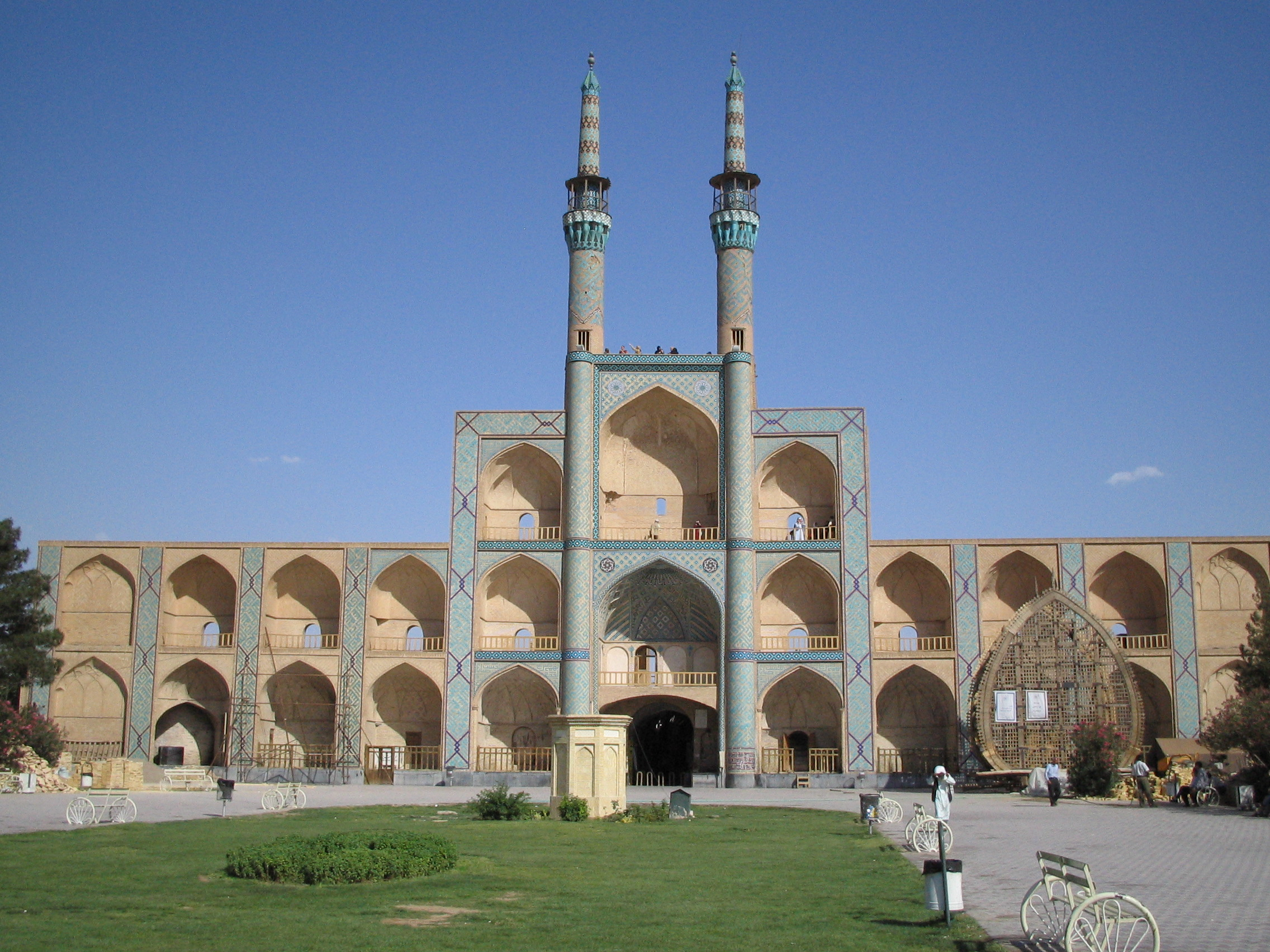
Le complexe Amir Chaghmagh
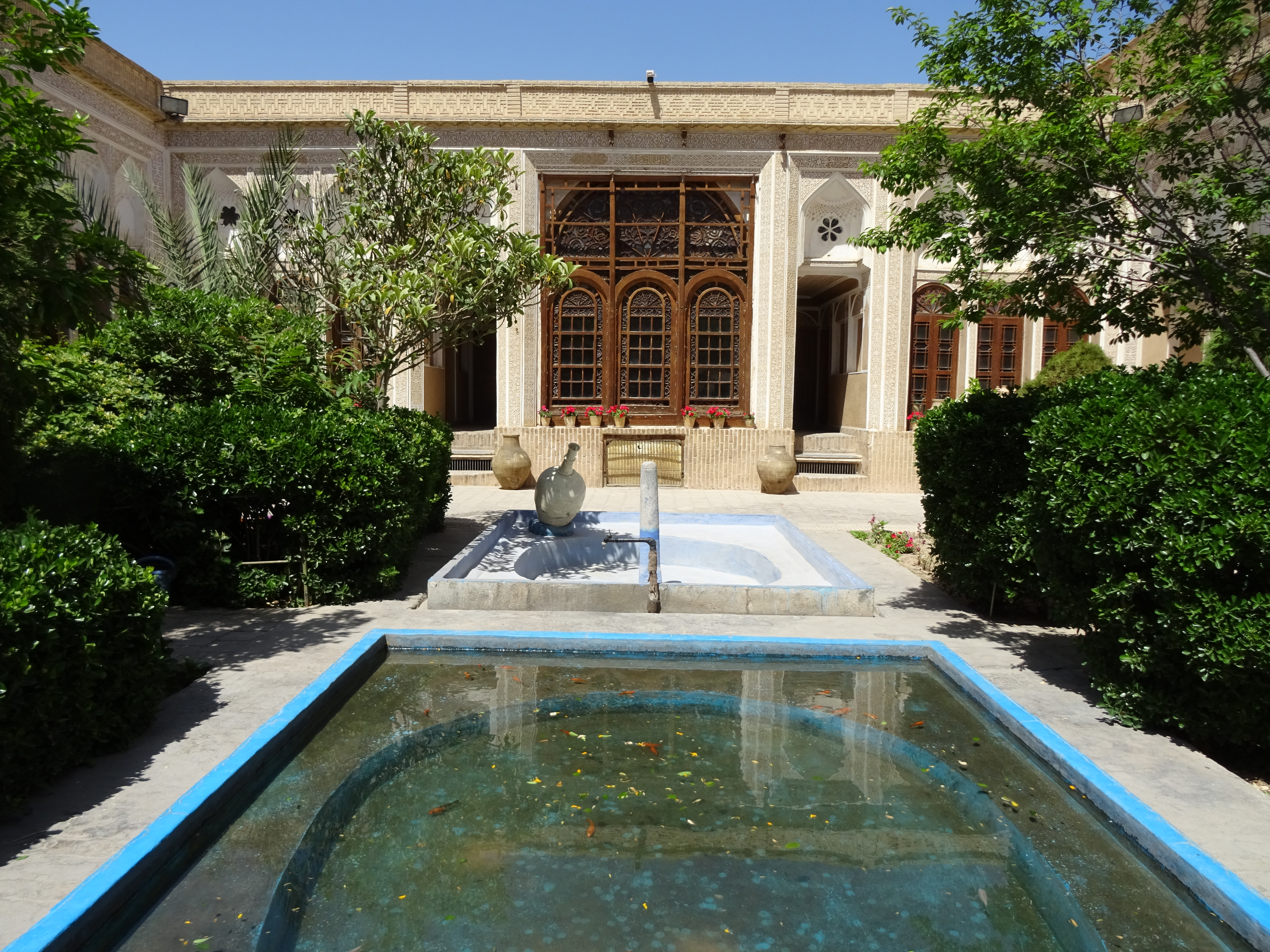
Le Musée de l'eau de Yazd
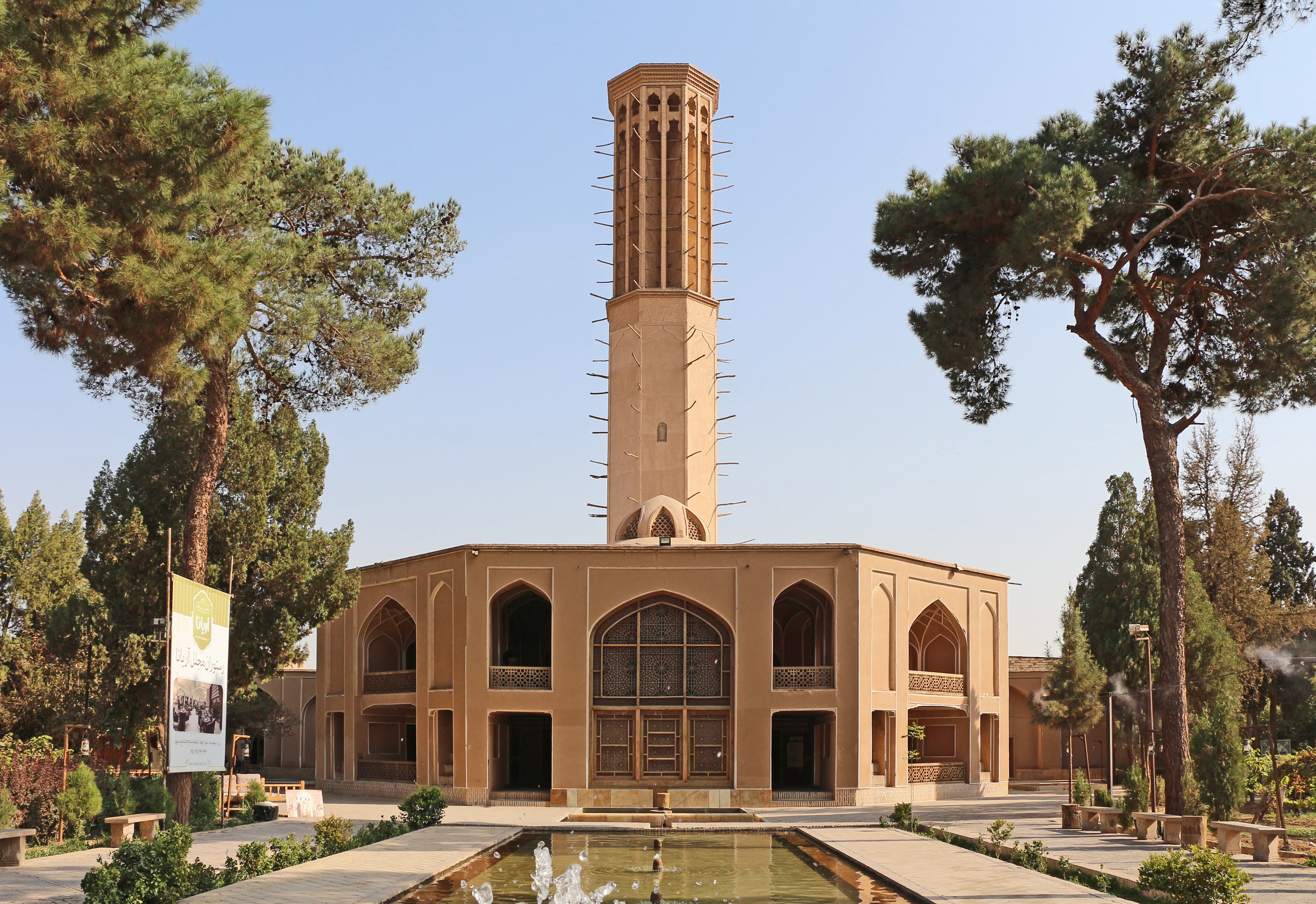
Le pavillon du Dowlat-âbâd
La ville de Yazd vue depuis la tour du silence (en).
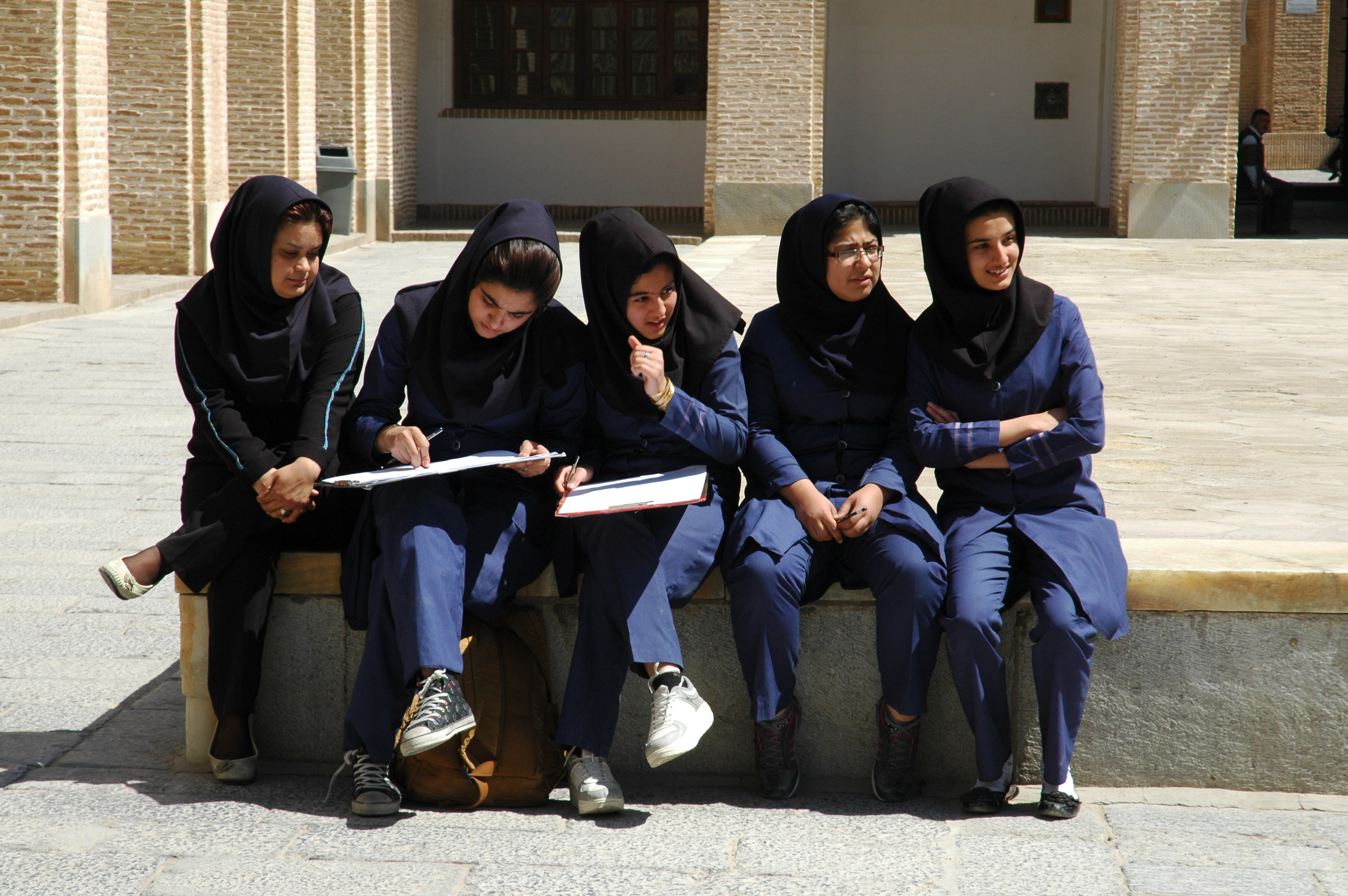
Étudiantes à la mosquée Jameh
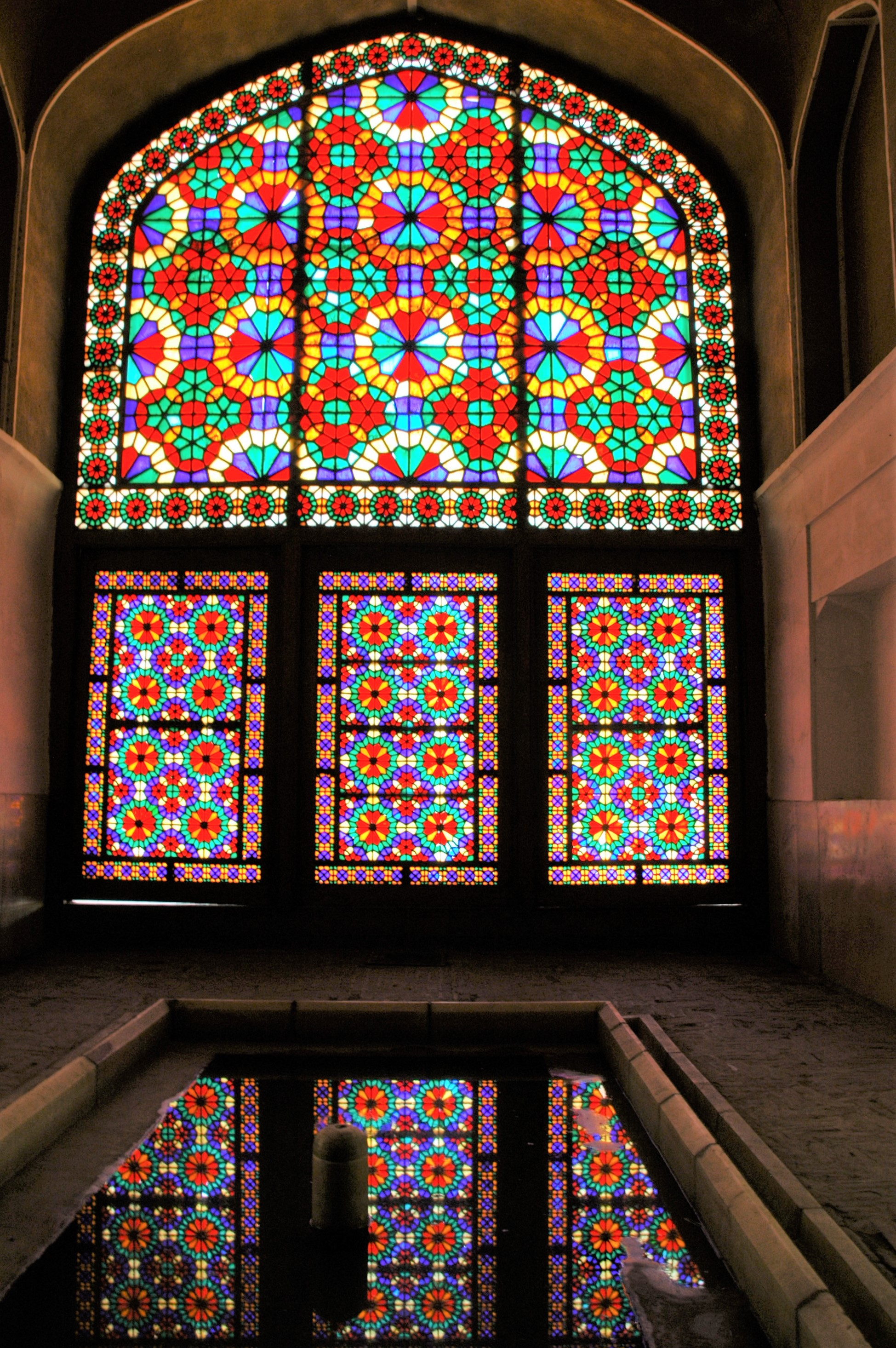
Un vitrail dans un intérieur des jardins de Dowlat Abad
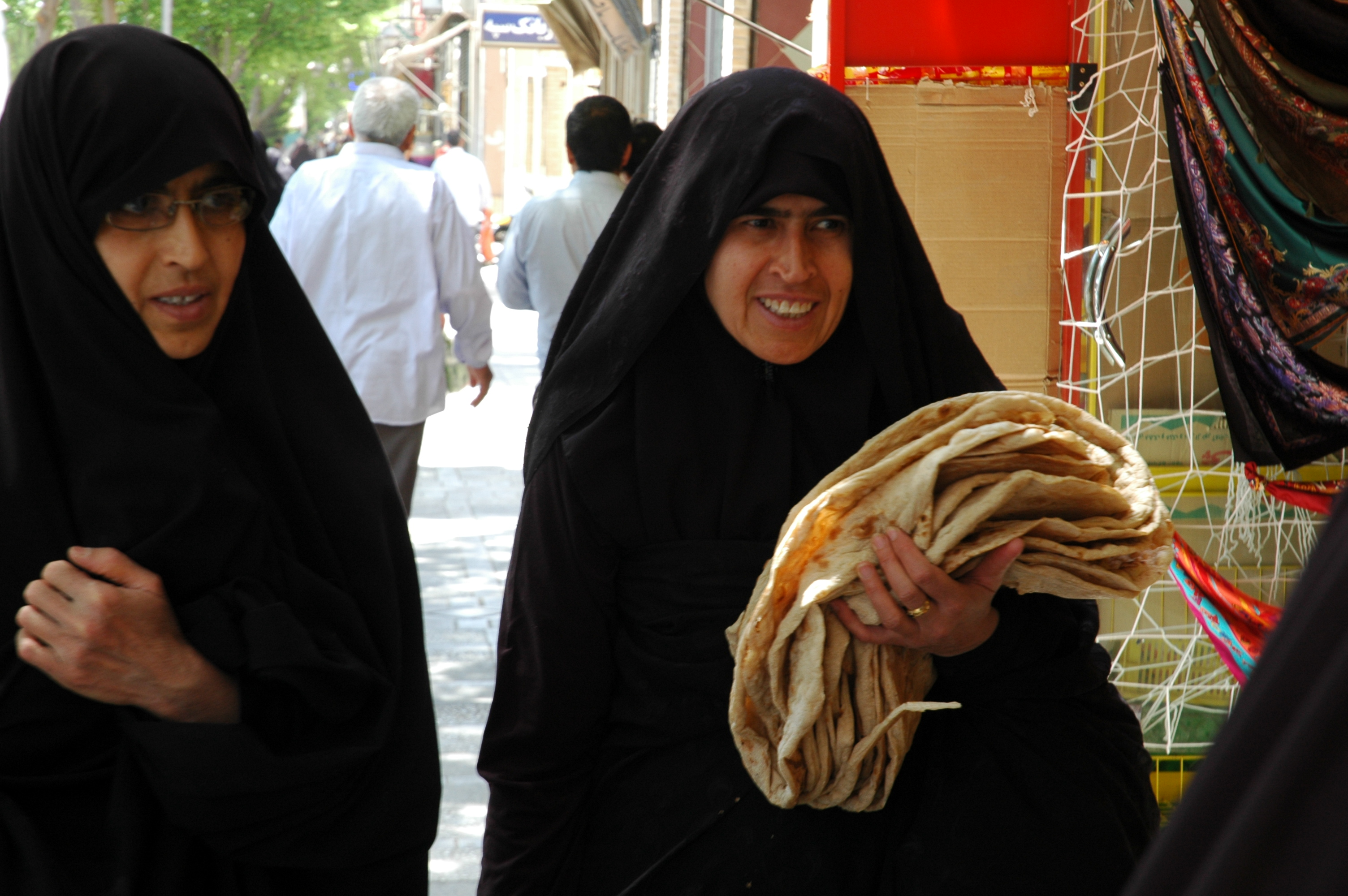
Femmes à Yazd
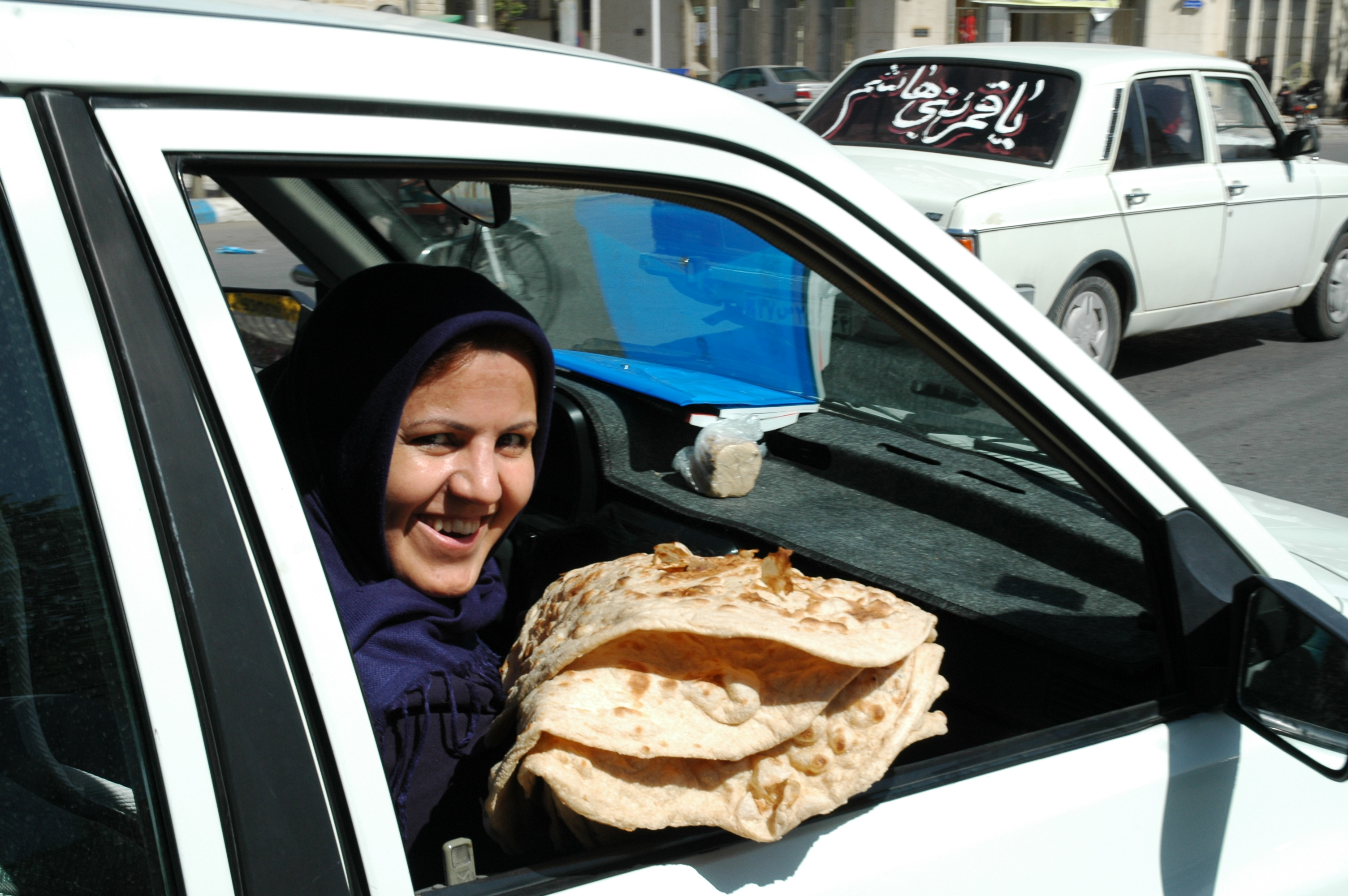
Femme à Yazd

## Personnalités liées à la ville
- Sharaf ad-Din Ali Yazdi, poète et historien du XVe siècle
- Mohammad Reza Aref, vice-président de 2001 à 2005.
- Moshe Katsav, président d'Israël est né à Yazd.
- Mirza Mohammad Farrokhi Yazdi, poète et homme politique.
- Saïd Mortazavi, avocat général de Téhéran.
- Mohammad Ali Sadouqi, ministre dans le cabinet de Mohammad Khatami.
- Mohammad Jafar Pouyandeh, dissident iranien assassiné en 1998.
- Farhad Mortaz, maire de Yazd de 1999 à 2003.
- Mahdi Azar Yazdi, né à Yazd, écrivain iranien.
- Reza Hosseini Nassab, né à Yazd, ayatollah lié au pouvoir religieux chiite iranien, et intervenant en Europe et au Canada.
- Mohammad-Taqi Mesbah Yazdi (1934-2021), homme politique iranien.
- Stella Baruk, née à Yazd en 1932, chercheuse française en pédagogie des mathématiques.

## Jumelages
- Jászberény (Hongrie)
- Homs (Syrie)
- Jakarta (Indonésie)